# Štěpán Dragutin
Štěpán Dragutin († 1316, Štěpán Dragutin Nemanjić, srbsky Стефан Драгутин Немањић, Stefan Dragutin Nemanjić) byl srbský král v době existence středověkého státu. Vládl pouze krátkou dobu, a to v letech 1276–1282. Po roce 1282 vládl jako král Sremu až do roku 1316. Měl dva syny; Vladislava a Urošice a dceru Jelisavetu.

## Před nástupem
Narodil se neznámo kdy jako prvorozený syn srbského krále Uroše I. a jeho choti Heleny z Anjou. Již celkem brzy, okolo roku 1269 se oženil s Kateřinou, dcerou „mladšího“ uherského krále Štěpána V. a jeho ženy Alžběty. Dragutinův sňatek upevnil přátelské vztahy mezi Srbskem a Uherským královstvím, které byly od té doby za Urošovy vlády dobré. S Dragutinem se od začátku počítalo jako s budoucím srbským králem, ale ctižádostivý princ nehodlal čekat na otcovu smrt a roku 1276 proti otci povstal a s pomocí vojsk svého švagra, mladičkého uherského krále Ladislava IV. otce sesadil. Uroš se uchýlil do kláštera, kde za krátký čas zemřel.

## Kralování

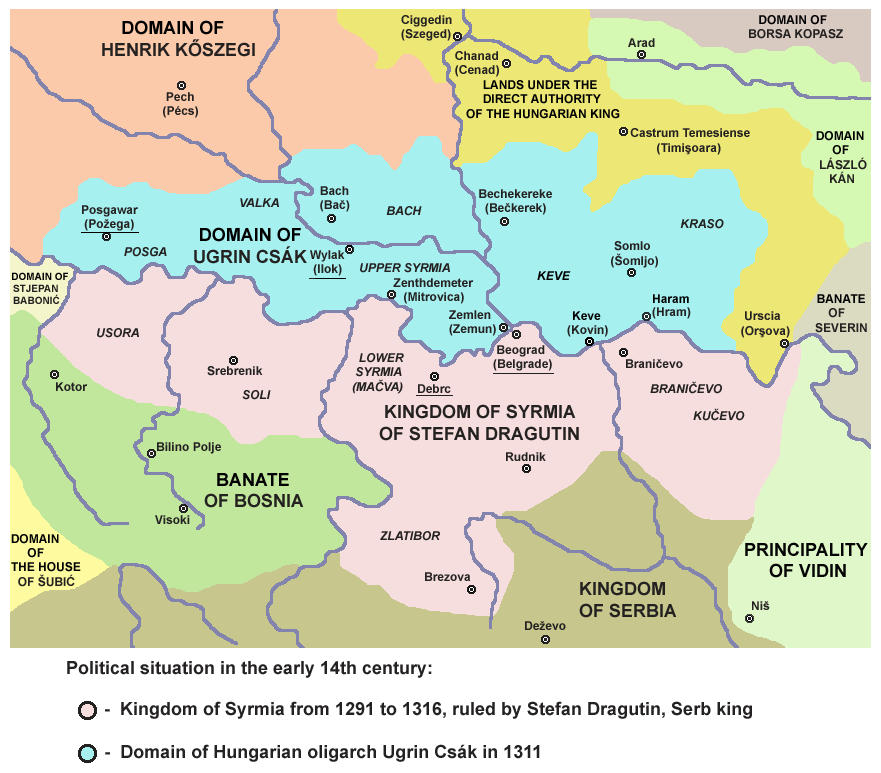
Rozsah Dragutinových držav (Sremské království) po roce 1291

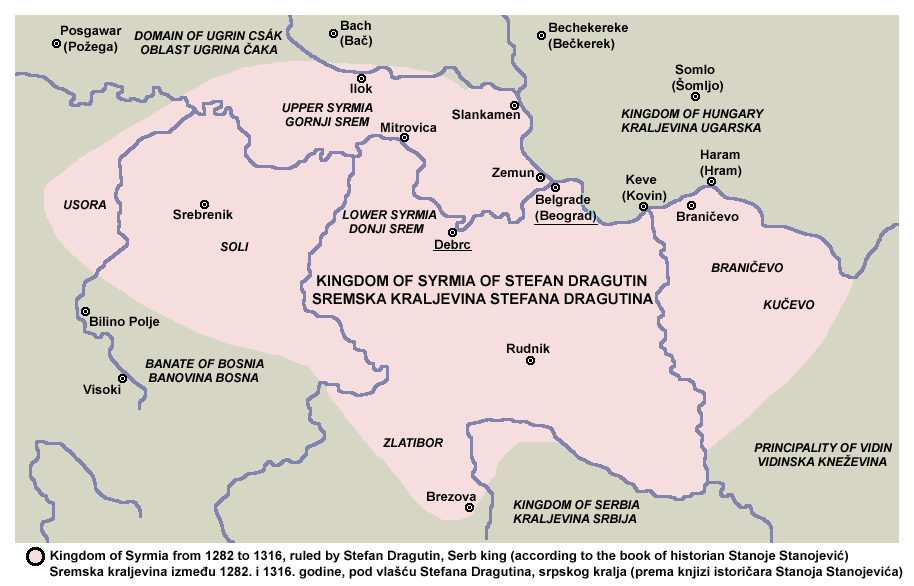

Dragutin si ovšem ponechal jen vládu v centrální části Srbska - v Rašce - a titul krále. O zbytek Urošova území se podělili Dragutinův mladší bratr Milutin a jejich matka Helena. Dragutin pokračoval v otcově protibyzantské politice. Roku 1281 zahájila protibyzantská koalice, tvořená Srbskem, řeckými státečky, Sicilským královstvím, Bulharskem a titulárním představitelem Latinského císařství, útok. Jejich protivník, byzantský císař Michael VIII. Palailogos, také hledal podporu a našel ji u aragonského krále Petra III. Srbský útok ale nebyl úspěšný a Dragutinovo vojsko bylo poraženo. Sicilský král Karel z Anjou také neuspěl. V neprospěch koalice tehdy zasáhlo roku 1282 Byzancí podnícené povstání, tzv. „sicilské nešpory“, a s tím související vyhnání krále Karla do Neapolska. Po neúspěchu ve válce s Byzancí se proti němu postavil jeho bratr Milutin. Dragutin, navíc těžce raněný po pádu z koně, roku 1282 odstoupil a Milutin se ujal vlády jako Stefan (Štěpán) Uroš II. Dragutin si však ponechal severní část země s Bělehradem a Mačvou a uzavřel s Milutinem nástupnickou dohodu, podle které se měl Milutinovým nástupcem na srbském trůně stát Dragutinův syn Vladislav (dohoda ovšem nakonec nebyla dodržena).
V letech 1282–1284 zaútočil uherský král Ladislav neúspěšně na Braničevsko. Stejně tak braničevská knížata odolala Dragutinovu útoku roku 1290. Po tomto neúspěchu požádal Dragutin o pomoc bratra, krále Milutina. Útok bratrů byl hned následujícího roku (1291) úspěšný. Na srbském území Dragutin vládl jako spojenec Milutina a toto spojení státu svědčilo. Problém ovšem nastal v otázce nástupnictví. Navzdory předchozí dohodě prosazoval Milutin za svého nástupce namísto synovce Vladislava vlastního syna Stefana (Štěpána). Šlechta se ovšem poslavila za Dragutinova syna. Nakonec ale po Milutinovi (zemřel roku 1321) nastoupil po nepokojích v letech 1321–1322 jeho syn Stefan jako Stefan Uroš III. Dragutin se ale bratrova skonu nedožil. Zemřel roku 1316 a jeho nástupcem na trůně království Srem se stal jeho syn Vladislav jako Stefan Vladislav II., který byl však zakrátko uvězněn svým strýcem, králem Milutinem, jehož ale o území Mačvy a Bělehrad vzápětí připravila vojska vedená uherským králem Karlem Robertem.

## Shrnutí vlády
Během jeho vlády bylo Srbsko součástí antibyzantské koalice, která existovala pod vedením sicilského krále Karla z Anjou. Jejím cílem byla obnova Latinského císařství, které bylo ze strany byzantských nástupnických států vyvráceno. Dragutin se držel politiky prouherské a sledoval velmi pečlivě zájmy svého severního souseda. Vztahy mezi Srbskem a Uherskem byly v této době přátelské.